# シュリュッセルフェルト
シュリュッセルフェルト (ドイツ語: Schlüsselfeld) は、ドイツ連邦共和国バイエルン州オーバーフランケン行政管区のバンベルク郡南西端に位置する都市。

## 地理
シュリュッセルフェルトはバンベルクの南西部、シュタイガーヴァルト内ライヒェ・エプラハ川の標高299mの渓谷に位置する。

### 市の構成
本市は、公式には22の地区 (Ort) からなる。このうち孤立農場などを除く集落を以下に列記する。
| - アッシュバッハ - アッテルスドルフ - ドーベルスドルフ - エッカースバッハ - エルゼンドルフ - ホイヒェルハイム - ホーン・アム・ベルク - ラッハ - ポッセンフェルデン | - ラムバッハ - ライヒマンスドルフ - シュリュッセルフェルト - テュングバッハ - テュングフェルト - ウンターメルゼンドルフ - ヴュステンブーフ - ツィーゲルザムバッハ |

### 気候
シュリュッセルフェルトの年間平均気温は、8.24℃である。

## 歴史
シュリュッセルフェルトは、1336年6月10日にコンラート・フォン・シュリュッセルベルクによって創設された。彼は街を創設する権利を皇帝ルートヴィヒ・デア・バイエルンに与えられていた。この創設者の死後、シュリュッセルフェルトはバンベルクおよびヴュルツブルクの司教領に分割された。1390年にヴュルツブルクは、シュリュッセルフェルトのバンベルク領だった部分をも獲得した。
1396年に市場町シュリュッセルフェルトは、都市権を得た。
ヴュルツブルクの司教たちは、シュリュッセルフェルトにアムト（地方行政機関）を設置した。アムトの行政本部としてテュングフェルト城が建設された。
1723年に建設された市のラートハウス（市議会場）には、ラテン語で以下の内容の銘が記された。「この館は、紛争を憎み、平和を愛し、罪を罰し、権利を守り、富を讃える」
ヴュルツブルク司教本部領の一部であるシュリュッセルフェルトは、1803年の世俗化でバイエルン領となるが、プレスブルクの和約（1805年）によって新たに創設されたヴュルツブルク大公領に移され、さらに1810年に最終的にバイエルン領に戻された。バイエルン王国の行政改革の時代、1818年の自治体令によって現在の自治体が成立した。

### 宗教
この市の人口の内、4,262人がカトリック教会、1,217人がプロテスタントの教会、588人がその他の宗教団体に属している。

### 人口推移
この地域の人口は、1970年 4,780人、1987年 5,034人、2000年 5,711人であった。

## 行政
市長は、2014年からヨハネス・クラップ (CSU) が務めている。

### 紋章
赤地に対角線上に銀の鍵 (Schlüssel) が、鍵部分を上にして描かれ、6つの突起を持つ金の星が2つ添えられている。この鍵は、単に街の名前を示しているだけではなく、その色と意匠は1347年に断絶したこの街の創設者で領主であったシュリュッセルベルク家の紋章にちなむものである。この街は、1342年にコンラート・フォン・シュリュッセルベルクの領地として命名された。現在の紋章は、16世紀の印章から用いられている。市の旗は金、白、赤である。

## 文化と見所
シュリュッセルフェルトの市域にある見所は、
- シュリュッセルフェルト地区: 市壁の遺構と2つの円塔をもつ市門塔、ペテロの泉、さらし台をもつ旧市庁舎、新市庁舎、ゴシック様式の教区教会、「シュタイガーヴァルトの小マリアツェル」教会（オーストリアのシュタイアーマルク州マリアツェルにある霊験あらたかな聖像のコピーが収められている）
- アシュバッハ地区: バロック様式の城館、聖マリア被昇天教会、マリアの祭壇を持つ福音派教会
- ライヒマンスドルフ地区: ディーンツェンホーファー城

## 経済と社会資本
シュリュッセルフェルト市は、オーバーフランケン地方の重心に位置する。アウトバーンA3（ヴュルツブルク – ニュルンベルク線）に面し、「シュリュッセルフェルト」インターチェンジがある。シュリュッセルフェルトは、小規模中心都市となっている。

## 引用
1. ↑  https://www.statistikdaten.bayern.de/genesis/online?operation=result&code=12411-003r&leerzeilen=false&language=de Genesis-Online-Datenbank des Bayerischen Landesamtes für Statistik Tabelle 12411-003r Fortschreibung des Bevölkerungsstandes: Gemeinden, Stichtag (Einwohnerzahlen auf Grundlage des Zensus 2011)
2. ↑  Bayerische Landesbibliothek Online